# 贝瑟默 (亚拉巴马州)
贝瑟默（英語：Bessemer）是美国亚拉巴马州杰斐逊县的一座城市，与伯明翰相距约29公里。
根据2020年人口普查时人口为26,019人，其中非裔美国人占69.55%、白人占28.93%。它位于阿拉巴马州伯明翰-胡佛大都会统计區内，杰斐逊县是该区的中心。它在19世纪末和20世纪初迅速发展成为一座工业城市。

## 历史
该镇由贝瑟默土地和改良公司在重建时期建立，该公司以亨利·贝塞麦的名字命名，由煤炭大亨亨利·F·德巴德勒本所有。1887年9月9日，市长和议员投票决定将贝塞麦市合并建市。贝瑟默位于伯明翰西南16英里处，发展迅速，其发起人相信它可能会超越其他城市的经济实力。
由于该地区拥有铁矿石、煤炭和石灰石矿藏，该市从1890年左右到20世纪成为炼钢中心。因为工业对人口的需求，它吸引了来自南部各地的农村移民以及欧洲移民，其中非裔美国人大迁徙对该市的影响最为深远。到20世纪50年代，该市的人口大多数为非裔美国人，他们大多出身于乡村或另外几个大城市的贫民窟。
20世纪下半叶，由于钢铁行业被1970年代的环保法案打击，加上工业自动化设备的广泛应用，以及外国同行的竞争加剧，该市的钢铁行业遭受重创，导致大批工人失业。目前城市范围内不再生产钢铁，但仍在邻近的费尔菲尔德市生产。
2019年，它被《24/7华尔街》评为阿拉巴马州“最不适合居住的城市”，原因是大量的犯罪活动以及难以吸引高薪岗位的经济环境。

## 地理
贝塞默位于伯明翰西南约16英里（26 公里）处。
根据美国人口普查局的数据，该市总面积为40.74平方英里（105.5平方公里），其中40.53平方英里（105.0平方公里）为陆地，0.55平方英里（1.4 平方公里或0.55%）为水域。
贝塞麦位于阿拉巴马州铁矿石和石灰岩区中部，琼斯谷南部（约3英里或4.8公里宽）。铁矿石开采于该市东南侧的山丘上，煤矿开采于北部和西部，过去和现在仍在开采，石灰石矿床也在附近。这三种原料都是炼钢所必需的，这使得该地区从1890年左右到20世纪成为主要的钢铁中心。

### 气候
该地区的气候特点是夏季炎热潮湿，冬季通常温和至凉爽。贝塞麦属于湿润亚热带气候，在柯本气候分类系统中，气候图上缩写为“Cfa” 。

## 政府
贝塞默采用市长-市议会制政府。市议会有七名成员，从单一选区选举产生。截至2016年，肯尼斯·古利 (Kenneth Gulley) 担任市长，该职位由全市选举产生。他于2010年首次当选，并于2014年再次当选第二任。
杰斐逊县 法院位于贝塞默市中心。贝塞默县政府区是特殊的，称为“贝塞默分界线”，该区成立于20世纪中叶，当时贝塞默本身就是一个大城市。当时曾考虑过设立一个独立的县政府，但当时的土地面积不足以满足县的立法要求。“分界线”拥有一系列独立的阿拉巴马州车牌，其数字前缀与该县其他地方不同。
此后，贝塞默的规模逐渐被伯明翰郊区（如胡佛、维斯塔维亚山和霍姆伍德）所超越。但贝塞默至今仍保留着县法院分院。当地居民仍经常使用“贝塞默分院”一词。

## 治安
根据美国联邦调查局(FBI) 于2022年编制的《统一犯罪报告》统计，每10万居民发生469起暴力犯罪和2,057起财产犯罪。其中，暴力犯罪包括10起谋杀案、17起强奸案、76起抢劫案和366起严重袭击案，而财产犯罪包括221起入室盗窃案、1,542起盗窃案、286起机动车盗窃案和8起纵火案。
根据NeighborhoodScout的数据，截至2019年，贝塞默在美国人口25,000或以上的城市中暴力犯罪率排名第一。
阿拉巴马州惩教局负责管理威廉·E·唐纳森惩教所，这是一所男子监狱，位于阿拉巴马州非建制的 杰斐逊县贝塞默附近。该监狱包括阿拉巴马州两座男子死囚牢房之一。

## 人口
| 调查年                            | 人口   | 备注  | %±     |
| --------------------------------- | ------ | ----- | ------ |
| 1890                              | 4,544  |       | —      |
| 1900                              | 6,358  |       | 39.9%  |
| 1910                              | 10,864 |       | 70.9%  |
| 1920                              | 18,674 |       | 71.9%  |
| 1930                              | 20,721 |       | 11.0%  |
| 1940                              | 22,826 |       | 10.2%  |
| 1950                              | 28,445 |       | 24.6%  |
| 1960                              | 33,054 |       | 16.2%  |
| 1970                              | 33,663 |       | 1.8%   |
| 1980                              | 31,729 |       | −5.7%  |
| 1990                              | 33,497 |       | 5.6%   |
| 2000                              | 29,672 |       | −11.4% |
| 2010                              | 27,456 |       | −7.5%  |
| 2020                              | 26,019 |       | −5.2%  |
| 2022年估计                        | 25,264 | [ 5 ] | −2.9%  |
| U.S. Decennial Census 2020 Census |        |       |        |

### 2020年人口数据
| 种族                        | 人口   | 占比   |
| --------------------------- | ------ | ------ |
| 白人 (非西语裔)             | 4,877  | 18.74% |
| 黑人或非裔美国人 (非西语裔) | 18,107 | 69.59% |
| 美洲原住民（非西语裔）      | 48     | 0.18%  |
| 亚裔（非西语裔）            | 68     | 0.26%  |
| 太平洋岛原住民（非西语裔）  | 5      | 0.02%  |
| 其他/混血（非西语裔）       | 609    | 2.34%  |
| 西班牙裔或拉丁裔            | 2,305  | 8.86%  |

截至2020年美国人口普查，该市共有人口26,019人、家庭10,492户和家族6,378个。

### 2013人口普查
在2013年美国社区调查中，该市共有27,336人居住。72.0%为非裔美国人，24.0%为白人，0.1%为美洲原住民，0.2%为亚裔，0.1%来自其他种族，0.4%来自两个或两个以上的种族。3.2%为西班牙裔或拉丁裔。
1. ↑   (PDF). Alabama League of Municipalities.   [January 25, 2024]. （原始内容 (PDF)存档于2024-02-25）.
2. 1 2  . United States Census Bureau.   [July 24, 2022]. （原始内容存档于2023-11-15）.
3. 1 2  美國地質調查局地名資訊系統：贝瑟默 (亚拉巴马州)
4. 1 2 3  . United States Census Bureau.   [January 25, 2024]. （原始内容存档于2024-01-25）.
5. 1 2  . United States Census Bureau. January 25, 2024  [January 25, 2024]. （原始内容存档于2022-07-11）.
6. ↑  .   [January 25, 2024]. （原始内容存档于2024-04-19）.
7. ↑  .   [August 27, 2020]. （原始内容存档于2024-12-01） （美国英语）.
8. ↑  "Bessemer" （页面存档备份，存于）, Encyclopedia of Alabama
9. ↑  S. Jonathan Bass, He Calls Me By Lightning: The Life of Caliph Washington and the Forgotten Saga of Jim Crow, Southern Justice, and the Death Penalty, Liveright Publishing, 2017
10. ↑  Stebbins, Samuel. . 24/7 Wall Street.   [July 24, 2019]. （原始内容存档于2023-09-29）.
11. ↑   本条目包含来自公有领域出版物的文本: Chisholm, Hugh (编). .  3 (第11版). London: Cambridge University Press: 823. 1911.
12. ↑  .   [2024-07-28]. （原始内容存档于2020-07-26）.
13. ↑  Jesse Chambers, "Bessemer Mayor Kenneth Gulley talks about the state of his city", Al.com, February 8, 2013, updated February 15, 2013
14. ↑  "Mayor's Office" 的存檔，存档日期February 6, 2016，., Bessemer, Alabama
15. ↑  Schiller, Andrew. . Neighborhood Scout. Location Inc.   [February 27, 2019]. （原始内容存档于February 15, 2019）.
16. ↑  "Post Office Location – Bessemer 的存檔，存档日期December 1, 2010，.." United States Postal Service. Retrieved on October 8, 2010.
17. ↑  United States Census Bureau. .   [August 8, 2013]. （原始内容存档于2015-04-26）.
18. ↑  . data.census.gov.   [December 11, 2021]. （原始内容存档于2023-09-29）.